# Challenger de Lugano
El BSI Challenger Lugano es un torneo profesional de tenis. Pertenece al ATP Challenger Series. Se juega desde el año 1999 sobre superficie de tierra batida, en Lugano, Suiza.

## Palmarés

### Individuales
| Año  | Campeón            | Finalista              | Resultado           |
| ---- | ------------------ | ---------------------- | ------------------- |
| 2010 | Stanislas Wawrinka | Potito Starace         | 6–7(2), 6–2, 6–1    |
| 2009 | Stanislas Wawrinka | Potito Starace         | 7–5, 6–3            |
| 2008 | Luis Horna         | Nicolas Devilder       | 7–6(1), 6–1         |
| 2007 | Werner Eschauer    | Jiří Vaněk             | 6–4, 4–6, 7–6(2)    |
| 2006 | Olivier Patience   | Guillermo García López | 6–4, 6–1            |
| 2005 | Albert Montañés    | Flávio Saretta         | 7–5, 6–7(4), 7–6(5) |
| 2004 | Álex Calatrava     | Jérôme Haehnel         | 6–2, 6–3            |
| 2003 | Diego Moyano       | Álex Calatrava         | 6–4, 1–6, 7–6(4)    |
| 2002 | Guillermo Coria    | Giorgio Galimberti     | 6–3, 6–0            |
| 2001 | Jiří Vaněk         | Juan Antonio Marín     | 6–2, 6–3            |
| 2000 | David Sánchez      | Attila Sávolt          | 6–3, 6–2            |
| 1999 | Michal Tabara      | Ronald Agénor          | 6–7(3), 6–4, 6–2    |

### Dobles
| Año  | Campeones                                 | Finalistas                           | Resultado           |
| ---- | ----------------------------------------- | ------------------------------------ | ------------------- |
| 2010 | Frederico Gil Christophe Rochus           | Santiago González Travis Rettenmaier | 7–5, 7–6(3)         |
| 2009 | Johan Brunström Jean-Julien Rojer         | Pablo Cuevas Sergio Roitman          | walkover            |
| 2008 | Rameez Junaid Philipp Marx                | Mariano Hood Eduardo Schwank         | 7–6(7), 4–6, [10–7] |
| 2007 | Sanchai Ratiwatana Sonchat Ratiwatana     | Jean-Claude Scherrer Lovro Zovko     | 6–4, 6–4            |
| 2006 | Giorgio Galimberti Oliver Marach          | Leonardo Azzaro Sergio Roitman       | 7–5, 6–3            |
| 2005 | Enzo Artoni Juan Pablo Brzezicki          | Mariusz Fyrstenberg Robert Lindstedt | 4–6, 6–2, 6–2       |
| 2004 | Emilio Benfele Álvarez Giorgio Galimberti | Enzo Artoni Ignacio González-King    | 6–4, 6–3            |
| 2003 | Joan Balcells Juan Albert Viloca          | Álex López Morón Andrés Schneiter    | 6–4, 6–4            |
| 2002 | Emilio Benfele Álvarez Giorgio Galimberti | Christian Kordasz Kim Tiilikainen    | 4–6, 7–6(5), 6–2    |
| 2001 | Steven Randjelovic Attila Sávolt          | Bobbie Altelaar Shaun Rudman         | 6–2, 7–6(4)         |
| 2000 | Vadim Kutsenko Oleg Ogorodov              | Francisco Costa Tobias Hildebrand    | 4–6, 7–6(3), 6–0    |
| 1999 | Michal Tabara Radomír Vašek               | Daniel Melo Antonio Prieto           | 6–2, 3–6, 6–3       |